# 백색지대 3
《백색지대 3》(The Substitute 3: Winner Takes All)은 미국에서 제작된 로버트 래들러 감독의 1999년 액션 영화이다. 백색지대(1996년)의 2번째 후속작이다. 이 영화는 나중에 2000년에 DVD로 출시되었으며 백색지대 1편 영화와 함께 번들링되었다. 트리트 윌리암스 등이 주연으로 출연하였고 테리 스파젝 등이 제작에 참여하였다.

## 출연

### 주연
- 트리트 윌리암스
- 데이비드 젠슨

### 조연
- 바바라 제인 렘즈
- 제프 젠슨
- 레베카 스탭
- 에린 챔버스

## 기타
- 원조: 로이 프럼케스
- 원조: 알랜 옴스비